# 魏益三
魏 益三（ぎ えきさん / ウェイ・イーサン）は中華民国の軍人。安徽派、奉天派、国民軍、直隷派と渡り歩き、最後は国民革命軍に加わった人物である。字は友仁。最終階級は中将。

## 事跡
1914年（民国3年）11月、保定陸軍軍官学校第1期砲兵科を卒業。第1師（長：蔡成勲）連長を経て、1917年（民国6年）、北京陸軍大学第5期に入学する。その後、保定陸軍軍官学校で教官となり、1920年には徐樹錚の西北辺防軍第3混成旅（長：褚其祥）騎兵第4団団長として庫倫に駐屯。安直戦争後の1921年（民国10年）、東北に赴いて奉天派に転じ、東北陸軍第39団団長、第3混成旅（長：張学良）参謀長に任ぜられる。1923年、東三省教導隊隊長兼任、東北陸軍講武堂教官。1924年（民国13年）、張学良が師団長を務める第27師参謀長となった。第2次奉直戦争では、姜登選の第1軍と張学良の第3軍を合併させた鎮威軍第1、3聯軍の参謀長として張学良をサポートし、熱河、直隷に展開。翌1925年春、第1、3聯軍は京楡駐軍司令部に改編され天津に駐留、ほどなくして東北陸軍砲兵第2旅旅長に転じ、10月に東北陸軍第3方面軍第10軍（長：郭松齢）参謀長兼砲兵司令。

### 奉天派から国民軍、直隷派へ
1925年（民国14年）11月、軍長の郭松齢は張作霖打倒の兵をあげ、自身の軍を東北国民軍と称し5個軍に再編。魏益三もこれに従って東北国民軍第5軍軍長兼砲兵司令となり、3個旅団、騎兵、砲兵各1団を擁して山海関を占領。翌月、郭松齢が敗死すると、ほかの4個軍は武装解除されるが、魏益三はそれを拒み、部下の郝夢齢を介して馮玉祥率いる国民軍に合流。鹿鍾麟の助けで灤河西岸へ逃れ、1926年（民国15年）1月3日、国民軍第4軍軍長兼灤河防守司令部副司令に任ぜられた。2月に保定に移駐。しかし3月に国民軍が敗北すると、魏益三は国民軍を離れて山西省の閻錫山に降り、3月25日、自軍を「正義軍」と自称する。5月、閻錫山により正義軍は討国民聯軍第4軍第1路に改編され、魏益三は第4軍副司令兼第1路司令に任ぜられる。その後、閻錫山と連携していた呉佩孚の十四省討賊聯軍に移籍し、第4軍副総司令、6月より第3路総司令に任ぜられた。1927年（民国16年）初めに、靳雲鶚率いる河南保衛軍に加わり、副司令兼第2方面軍軍長（第8軍とも）となる。 

### 国民政府への易幟
同年5月、魏益三は靳雲鶚に従い武漢国民政府側に易幟。1927年3月、魏益三は唐生智率いる国民革命軍第4集団軍隷下の第30軍軍長となり、4月より北伐に参加、左翼軍に隷属。郝夢齢率いる第2師は第一線で交戦し遂平包囲戦に参加したが、主力は信陽、広水、応山一帯で後方の治安維持に努めた。7月、湖北北部の武勝関、広水、黄陂一帯に展開。 8月、部隊で内紛が起こり、一部の隷下部隊を率いて蔣介石の南京国民政府に帰順、国民革命軍第4集団軍（司令官：白崇禧）による再編を受け入れ、安徽省六安に駐屯。
寧漢戦争勃発後の1928年（民国17年）1月、湖南省の唐生智軍残党への総攻撃が開始されると、李宗仁率いる西征軍西路に属し、魯滌平の第2軍、李燊の第43軍とともに、津市、澧県、安郷県などで唐生智軍の第35軍（長：何鍵）、第18軍（長：葉琪）と交戦。2月25日、隷下第1師～第3師が第103師、第104師、第105師に、6月12日、騎兵旅が教導師（長：劉鳳池）に再編。3月、唐生智軍は降伏した。元の第30軍は彭振国が代理軍長を務めていたが、接収し軍長に就任。第32軍軍長に任命されている。同年5月、軍事委員会委員にも任ぜられた。同年11月24日、第30軍は蘇蔭森の部隊と合併縮小して第4集団軍第11師となり師長。翌1929年（民国18年）1月20日、中央番号の順序に従い第54師に改称されると、王沢民と代わって第4集団軍総司令部総参議に任ぜられた。
1930年（民国19年）3月、軍事参議院参議となる。第8軍軍長兼第2方面軍副総司令、第2路代総指揮、軍事委員会北平分会委員、廬山軍官訓練団教官、武昌行営陸軍整理処研究委員会主任委員を歴任。1935年（民国24年）4月、陸軍中将。1936年10月、欧米に軍事視察に赴く。
1937年、中央傷兵管理処処長。1938年（民国27年）3月、軍事参議院諮議となる。1944年（民国33年）（1940年5月とも）、軍政部栄誉軍人総管理処処長に任ぜられた。のち、軍政部特別党部執行委員兼任。1945年5月、軍政部中将参議。このほか、第11戦区（長官：孫連仲）長官部顧問も務めた。
1946年8月に退役し、北平に赴く。1947年より東北保安司令長官部（長官：杜聿明）顧問、1948年初より国防部部員、11月より国防部栄誉軍人総管理処処長などを歴任している。
国共内戦末期に、魏益三は雲南省で何らかの職務に就いていた模様である。しかし1949年（民国38年）12月、雲南省政府主席盧漢が起義（反国民党蜂起）を決行した際に、魏益三は盧漢に捕縛されてしまった。その後釈放され、中華人民共和国で北京市人民委員会専員などを歴任した。1964年、死去。享年81。

## 著作
- 『郭松齡和奉軍的矛盾』